# Aemilia Hilaria
Pour les articles homonymes, voir Hilaria (homonymie).
Aemilia Hilaria (c. 300 – c. 363) est une médecin romaine d'origine gallo-romaine. Elle a pratiqué la médecine, et a écrit des livres sur la gynécologie et l'obstétrique. Elle a été nommée Hilaria en raison selon Ausone de sa mine rieuse lorsqu'elle était nourrisson.

## Biographie
Aemilia naît dans l'Empire Romain, dans une zone géographique proche de l'actuelle  Moselle en France. Adulte, elle continue à y vivre et devient médecin. Elle est la tante maternelle d'Ausone, personnalité gallo-romaine qui devint le précepteur de l'empereur Gratien. Ausone a écrit une série de poèmes biographiques sur les membres de sa famille, y compris Aemilia, appelées Parentalia. Le poème rédigé sur Aemilia la décrit comme une « vierge dévouée » qui rejette le mariage afin de poursuivre sa carrière. Il la décrit comme « formée aux arts médicaux comme n'importe quel homme ». Il la qualifie de médecin honnête et talentueux, qui a aussi aidé son frère médecin dans ses propres études.

## Culture populaire
Aemilia figure parmi les 1 038 femmes présentes dans l'installation artistique The Dinner Party, réalisée par Judy Chicago.